# Crocinosoma cornuale
Crocinosoma cornuale là một loài ruồi trong họ Tachinidae.